# NHL Entry Draft 2003
NHL Entry Draft 2003 był 41. draftem NHL w historii. Odbył się w Sommet Center w Nashville. Rozlosowano 9 rund. Z numerem 1 został wydraftowany Kanadyjczyk Marc-André Fleury do Pittsburgh Penguins.

## Draft 2003

### Runda 1
| #  | Zawodnik                 | Narodowość        | Drużyna NHL                              | Klub macierzysty                            |
| -- | ------------------------ | ----------------- | ---------------------------------------- | ------------------------------------------- |
| 1  | Marc-André Fleury (G)    | Kanada            | Pittsburgh Penguins (z Floridy)          | Cape Breton Screaming Eagles (QMJHL)        |
| 2  | Eric Staal (C)           | Kanada            | Carolina Hurricanes                      | Peterborough Petes (OHL)                    |
| 3  | Nathan Horton (RW)       | Kanada            | Florida Panthers (z Pittsburgha)         | Oshawa Generals (OHL)                       |
| 4  | Nikołaj Żerdiew (RW)     | Rosja             | Columbus Blue Jackets                    | CSKA Moskwa                                 |
| 5  | Thomas Vanek (LW)        | Austria           | Buffalo Sabres                           | University of Minnesota (NCAA)              |
| 6  | Milan Michálek (LW)      | Czechy            | San Jose Sharks                          | HC Czeskie Budziejowice                     |
| 7  | Ryan Suter (D)           | Stany Zjednoczone | Nashville Predators                      | US National Team Development Program (NAHL) |
| 8  | Braydon Coburn (D)       | Kanada            | Atlanta Thrashers                        | Portland Winterhawks (WHL)                  |
| 9  | Dion Phaneuf (D)         | Kanada            | Calgary Flames                           | Red Deer Rebels (WHL)                       |
| 10 | Andrej Kascicyn (RW)     | Białoruś          | Montreal Canadiens                       | CSKA Moskwa                                 |
| 11 | Jeff Carter (C)          | Kanada            | Philadelphia Flyers (z Phoenix Coyotes)  | Sault Ste. Marie Greyhounds (OHL)           |
| 12 | Hugh Jessiman (RW)       | Stany Zjednoczone | New York Rangers                         | Dartmouth College (NCAA)                    |
| 13 | Dustin Brown (RW)        | Stany Zjednoczone | Los Angeles Kings                        | Guelph Storm (OHL)                          |
| 14 | Brent Seabrook (D)       | Kanada            | Chicago Blackhawks                       | Lethbridge Hurricanes (WHL)                 |
| 15 | Robert Nilsson (RW)      | Szwecja           | New York Islanders                       | Leksands IF                                 |
| 16 | Steve Bernier (RW)       | Kanada            | San Jose Sharks z Bostonu                | Moncton Wildcats (QMJHL)                    |
| 17 | Zach Parise (C)          | Stany Zjednoczone | New Jersey Devils (z Edmonton)           | University of North Dakota (NCAA)           |
| 18 | Eric Fehr (RW)           | Kanada            | Washington Capitals                      | Brandon Wheat Kings (WHL)                   |
| 19 | Ryan Getzlaf (C)         | Kanada            | Mighty Ducks of Anaheim                  | Calgary Hitmen (WHL)                        |
| 20 | Brent Burns (D)          | Kanada            | Minnesota Wild                           | Brampton Battalion (OHL)                    |
| 21 | Mark Stuart (D)          | Stany Zjednoczone | Boston Bruins (z Toronto)                | Colorado College (NCAA)                     |
| 22 | Marc-Antoine Pouliot (C) | Kanada            | Edmonton Oilers (z St. Louis)            | Rimouski Océanic (QMJHL)                    |
| 23 | Ryan Kesler (C)          | Stany Zjednoczone | Vancouver Canucks                        | Ohio State University (NCAA)                |
| 24 | Mike Richards (C)        | Kanada            | Philadelphia Flyers                      | Kitchener Rangers (OHL)                     |
| 25 | Anthony Stewart (RW)     | Kanada            | Florida Panthers (z Tampy Bay)           | Kingston Frontenacs (OHL)                   |
| 26 | Brian Boyle (C)          | Stany Zjednoczone | Los Angeles Kings (z Colorado Avalanche) | St. Sebastian's (USHS)                      |
| 27 | Jeff Tambellini (LW)     | Kanada            | Los Angeles Kings (z Detroit)            | University of Michigan (NCAA)               |
| 28 | Corey Perry (RW)         | Kanada            | Mighty Ducks of Anaheim (z Dallas)       | London Knights (OHL)                        |
| 29 | Patrick Eaves (RW)       | Stany Zjednoczone | Ottawa Senators                          | Boston College (NCAA)                       |
| 30 | Shawn Belle (D)          | Kanada            | St. Louis Blues (z New Jersey)           | Tri-City Americans (WHL)                    |

### Runda 2
| #  | Zawodnik                   | Narodowość        | Drużyna NHL                                 | Klub macierzysty              |
| -- | -------------------------- | ----------------- | ------------------------------------------- | ----------------------------- |
| 33 | Loui Eriksson (LW)         | Szwecja           | Dallas Stars (z Columbus)                   | Frölunda HC                   |
| 36 | Vojtěch Polák (RW)         | Czechy            | Dallas Stars (z San Jose przez Anaheim)     | HC Energie Karlowe Wary       |
| 42 | Petr Vrána (C)             | Czechy            | New Jersey Devils                           | Halifax Mooseheads            |
| 43 | Josh Hennessy (C)          | Stany Zjednoczone | San Jose Sharks (z New York Rangers)        | Quebec Remparts               |
| 44 | Konstantin Puszkariow (LW) | Kazachstan        | Los Angeles Kings                           | Torpedo Ust-Kamienogorsk      |
| 45 | Patrice Bergeron (C)       | Kanada            | Boston Bruins                               | Acadie-Bathurst Titan (QMJHL) |
| 49 | Shea Weber (D)             | Kanada            | Nashville Predators                         | Kelowna Rockets (WHL)         |
| 50 | Ivan Baranka (D)           | Słowacja          | New York Rangers (z Bostonu przez San Jose) | Spartak Dubnica               |
| 52 | Corey Crawford (G)         | Kanada            | Chicago Blackhawks (wyrównawczo)            | Moncton Wildcats              |
| 59 | Michal Barinka (D)         | Czechy            | Chicago Blackhawks (wyrównawczo)            | HC Czeskie Budziejowice       |
| 62 | David Backes (RW)          | Stany Zjednoczone | St. Louis Blues                             | Lincoln Stars (USHL)          |
| 64 | Jimmy Howard (G)           | Stany Zjednoczone | Detroit Red Wings                           | University of Maine (NCAA)    |
| 65 | Branislav Fábry (RW)       | Słowacja          | Buffalo Sabres (z Dallas)                   | Slovan Bratysława             |
| 67 | Igor Mirnow (C)            | Rosja             | Ottawa Senators                             | Dinamo Moskwa                 |

### Runda 3
| #   | Zawodnik                 | Narodowość | Drużyna NHL                                 | Klub macierzysty        |
| --- | ------------------------ | ---------- | ------------------------------------------- | ----------------------- |
| 72  | Michaił Żukow (RW)       | Rosja      | Edmonton Oilers                             | IFK Arboga              |
| 80  | Dmitrij Piestunow (RW)   | Rosja      | Phoenix Coyotes (z Phoenix przez Vancouver) | Mietałłurg Magnitogorsk |
| 81  | Štefan Ružička (RW)      | Słowacja   | Philadelphia Flyers                         | HK Nitra                |
| 84  | Konstantin Barulin (G)   | Rosja      | St. Louis Blues                             | Gazowik Tiumeń          |
| 98  | Grigorij Szafigulin (C)  | Rosja      | Nashville Predators                         | Łokomotiw Jarosław      |
| 101 | Kanstancin Zacharau (RW) | Białoruś   | St. Louis Blues (z New Jersey)              | Junost' Mińsk           |

### Runda 4
| #   | Zawodnik           | Narodowość | Drużyna NHL         | Klub macierzysty     |
| --- | ------------------ | ---------- | ------------------- | -------------------- |
| 106 | Jan Hejda (D)      | Czechy     | Buffalo Sabres      | Slavia Praga         |
| 117 | Teemu Lassila (G)  | Finlandia  | Nashville Predators | TPS                  |
| 129 | Patrik Valčák (LW) | Czechy     | Boston Bruins       | HC Poruba            |
| 132 | Kyle Quincey (D)   | Kanada     | Detroit Red Wings   | London Knights (OHL) |

### Runda 5
| #   | Zawodnik                | Narodowość        | Drużyna NHL        | Klub macierzysty   |
| --- | ----------------------- | ----------------- | ------------------ | ------------------ |
| 148 | Lee Stempniak (D)       | Stany Zjednoczone | St. Louis Blues    | Dartmouth College  |
| 149 | Nigel Dawes (LW)        | Kanada            | New York Rangers   | Kootenay Ice (WHL) |
| 151 | Lasse Kukkonen (D)      | Finlandia         | Chicago Blackhawks | Kärpät             |
| 157 | Marcin Kolusz (F)       | Polska            | Minnesota Wild     | Podhale Nowy Targ  |
| 160 | Nicklas Danielsson (RW) | Szwecja           | Vancouver Canucks  | Brynäs IF          |

### Runda 6
| #   | Zawodnik             | Narodowość        | Drużyna NHL                  | Klub macierzysty                  |
| --- | -------------------- | ----------------- | ---------------------------- | --------------------------------- |
| 176 | Ivan Dornič (C)      | Słowacja          | New York Rangers (z Calgary) | Slovan Bratysława                 |
| 180 | Chris Holt (G)       | Stany Zjednoczone | New York Rangers             | U.S. National Development Program |
| 187 | Miroslav Kopřiva (G) | Czechy            | Minnesota Wild               | HC Kladno                         |
| 193 | Ville Hostikka (G)   | Finlandia         | Philadelphia Flyers          | SaiPa                             |

### Runda 7
| #   | Zawodnik                | Narodowość        | Drużyna NHL                        | Klub macierzysty              |
| --- | ----------------------- | ----------------- | ---------------------------------- | ----------------------------- |
| 200 | Aleksandr Guśkow (O)    | Rosja             | Columbus Blue Jackets              | Łokomotiw Jarosław            |
| 204 | Linus Videll (RW)       | Szwecja           | Colorado Avalanche                 | Södertälje SK                 |
| 205 | Joe Pavelski (C)        | Stany Zjednoczone | San Jose Sharks                    | Waterloo Blackhawks           |
| 207 | Gieorgij Miszarin (O)   | Rosja             | Minnesota Wild (z Montrealu)       | Dinamo-Energija Jekaterynburg |
| 221 | Jewgienij Skaczkow (LS) | Rosja             | St. Louis Blues                    | Kapitan Stupino               |
| 229 | Stephen Dixon (C)       | Kanada            | Pittsburgh Penguins (z New Jersey) | Cape Breton Screaming Eagles  |

### Runda 8
| #   | Zawodnik                | Narodowość | Drużyna NHL        | Klub macierzysty    |
| --- | ----------------------- | ---------- | ------------------ | ------------------- |
| 239 | Tobias Enström (D)      | Szwecja    | Atlanta Thrashers  | MODO                |
| 242 | Eduard Lewandowski (RW) | Niemcy     | Phoenix Coyotes    | Kölner Haie         |
| 243 | Jan Marek (F)           | Czechy     | New York Rangers   | HC Oceláři Trzyniec |
| 246 | Igor Wołkow (RW)        | Rosja      | New York Islanders | Saławat Jułajew Ufa |
| 252 | Siergiej Topol (F)      | Rosja      | Vancouver Canucks  | Awangard Omsk       |
| 253 | Andriej Pierwyszyn (D)  | Rosja      | St. Louis Blues    | Łokomotiw Jarosław  |
| 260 | Ossi Louhivaara (RW)    | Finlandia  | Ottawa Senators    | KooKoo              |

### Runda 9
| #   | Zawodnik               | Narodowość | Drużyna NHL         | Klub macierzysty  |
| --- | ---------------------- | ---------- | ------------------- | ----------------- |
| 268 | Lauris Dārziņš (LW)    | Łotwa      | Nashville Predators | Lukko             |
| 271 | Jaroslav Halák (G)     | Słowacja   | Montreal Canadiens  | Slovan Bratysława |
| 284 | Juhamatti Aaltonen (C) | Finlandia  | St. Louis Blues     | Kärpät            |
| 291 | Brian Elliott (G)      | Kanada     | Ottawa Senators     | Ajax Axemen       |